# Дом купца П. Ф. Дранищева
Дом купца П. Ф. Дранищева — здание в Таганском районе Центрального административного округа города Москвы, расположенное по адресу Верхняя Радищевская улица, д. 1/2. Является объектом культурного наследия федерального значения.

## История
Это здание является флигелем и единственным на сегодняшний день сохранившимся строением, оставшимся от большой усадьбы купца П. Ф. Дранищева (под другим сведениям, купца П. Ф. Драгоманова), построенной в 18 в. Постройка здания относится к 1790 году, но в 1847 году была проведена перестройка здания, в частности во дворе здания рядом со входом были сооружены пристройки. Здание имеет два этажа и построено в стиле классицизм. Архитектурными особенностями дома является лепная декорация второго этажа, а также центральный выступ главного фасада, выходящего на Верхнюю Радищевскую улицу, который подчеркнут надоконными сандриками с кронштейнами. Сходным образом декорировано и окно на скошенному углу здания, выходящего в Тетеринский переулок. Над окнами второго этажа дома размещены круглые медальоны с розетками.
Дом интересен как пример рядовой застройки Москвы, относящейся к этому времени, однако представляет собой редкий и яркий пример высокого классицизма в архитектуре.